# Queer Duck
Queer Duck es una serie animada que originalmente apareció en el sitio web Icebox.com en el año 1999, y se estrenó por el canal Showtime en el año 2000, donde se emitió junto a la versión americana de Queer as Folk. La serie fue animada en Macromedia Flash y creada por Mike Reiss, productor ejecutivo y escritor de las series Los Simpson y El Crítico; y su animación dirigida por Xeth Feinberg. El tema inicial fue compuesto por el músico RuPaul y la música de la serie compuesta por Sam Elwitt.
Esta serie se caracteriza principalmente por tener al primer personaje animado gay y por ser la primera serie animada en tener como tema central la homosexualidad. Su temática adulta fue la razón por la cual esta serie animada obtuvo inicialmente la clasificación TV-14 en Estados Unidos.
Una película de la serie animada, Queer Duck: The Movie, fue lanzada en DVD el 18 de junio de 2006 en Estados Unidos.

## Historia
El personaje al que hace referencia el título de la serie es el protagonista central de esta, llamado Adam Seymour Duckstein, un pato gay antropomórfico que trabaja como enfermero. Este pato tiene variados amigos entre los que se cuentan Steven Arlo Gator, un artista indigente caracterizado por su apertura hacia su orientación sexual, el Oso Bipolar, y a Oscar Wildcat.
Entre los personajes que se encuentran en la serie también se cuentan la madre de Queer Duck, a la Doctora Laura Schlessinger, némesis del grupo; Truman Coyote (Una parodia de Truman Capote), Medusa K.Y. (un juego de palabras con la crema lubricante sexual K-Y), Ricky Marlin (parodia de Ricky Martin), H.I.V. Possum (Un juego de palabras entre VIH-positivo, y el término opossum), Canguro Reeves (parodia de Keanu Reeves) y Gobbles, un pavo náutico.

## Visión general

### Transcurso de la serie
A lo largo de la serie existen variados eventos que ocurren, partiendo con la revelación de Queer Duck a sus padres de su homosexualidad en el primer episodio. En el transcurso de la serie, Queer Duck se casa con "Openly" Gator (El apodo de Openly habla de las personas que expresan voluntariamente su posición sexual, ya sea homosexualidad o bisexualidad), ahí es donde se revela que Queer Duck tiene una hermana lesbiana. En otros episodios se muestra que Queer Duck también posee un hermano y un sobrino; que conoce a Santa Claus y que va al Mardi Gras.

### Invitados especiales
De manera similar a El Crítico, la serie se caracteriza por poseer variados cameos de celebridades cuyas voces las realiza el reparto de la serie. Entre ellas se cuentan Bob Hope, Jack Nicholson, Cary Grant, Barbra Streisand y Jerry Falwell. Todas estas apariciones corresponden a personajes humanos que aparecen en la serie. Fuera de esto y con excepción de una mujer con la que Queer Duck duerme en el episodio final de la serie, todo el resto de los personajes son animales antropomórficos.
Queer Duck Common Sense Media age 13+.

## Reparto
- Jim J. Bullock: Adam Seymour Duckstein
- Kevin Michael Richardson: Steven Arlo Gator
- Billy West: Oso Bipolar, voces adicionales
- Maurice LaMarche: Oscar Wildcat, Sr. Duckstein, voces adicionales
- Estelle Harris: Srta. Duckstein
- Tress MacNeille: Dra. Laura Schlessinger, voces adicionales